# 抑郁发作
抑郁发作（depressive episode）是心境发作的一种类型，抑郁发作的个体表现出抑郁状态。根据世界卫生组织《国际疾病分类》第十一次修订本（ICD-11）的描述与诊断标准，抑郁发作包含“情感”“认知-行为”和“自主神经”三大症状群共10条特征性症状，其中情感症状群包括抑郁心境（如情绪低落、悲伤、流泪、外表颓废等）、兴趣和愉快感减退。若个体在一天大多数时间存在至少5条症状、持续至少2周、至少1条属于情感症状群，且符合其他一些条件，即可算作抑郁发作。抑郁发作可按严重程度分为轻度、中度与重度，此外还可能伴有精神病性症状（即妄想或幻觉；一旦出现，则严重度即会诊断为中度或以上）。抑郁发作出现在各种心境障碍（包括双相障碍大类与抑郁障碍大类）病程中。